# Procès de famille
Procès de famille est un téléfilm français réalisé par Alain Tasma réalisé en 2003. Il dure 95 minutes.

## Synopsis
Les Danjou, qui tiennent un petit bar-tabac dans une bourgade du Vexin, fêtent le bac de leur fils aîné, Lucas.

Celui-ci rêve d'intégrer les Beaux-Arts, et annonce à ses parents qu'il a été accepté dans une école préparatoire à Paris. Mais son père, sceptique vis-à-vis du métier d'artiste, ne l'entend pas de cette oreille : Lucas reprendra le commerce familial.

Le jeune homme passe l'été à travailler au bar, économisant ses pourboires. 

Une nuit, il fait ses adieux à Martin, son cadet, et emprunte 400 € dans la caisse pour prendre le train jusqu'à la capitale. 

Sur place, il loue une chambre chez Mme Pieri, veuve et retraitée. Lucas doit rapidement travailler comme coursier pour subvenir à ses besoins, tandis qu'à l'école, il prend la mesure de ses énormes lacunes en matière d'art.

## Fiche technique
- Réalisation : Alain Tasma
- Scénario : Olivier Gorce
- Musique : Alain Le Douarin
- Date de sortie : 19 mars 2005 France 3

## Distribution
- Nicolas Gob : Lucas Danjou
- Sam Karmann : Michel Danjou
- Isabelle Habiague : Evelyne Danjou
- Arthur Moncla : Martin Danjou
- Julie Durand : Zoé Cusack
- Christine Boisson : Mme Cusack
- Bernard Lanneau : M. Cusack
- Nadia Barentin : Mme Pieri
- Raphaëline Goupilleau : Mme Wagner
- Philippe Uchan : Yves Gaucher
- Juliette Roudet : Garance
- Yves Verhoeven : Maître Coudeneuve